# 谷和憲
谷 和憲（たに かずのり、1985年10月4日 - ）は、日本の俳優である。アメリカ合衆国出身。

## 人物
アメリカ人の父と日本人の母を持ち、2歳の時に茨城県に移り住む。
子役として活動し、26人のメンバーからなるパフォーマンスグループ「PRECOCI」（プレコシ）のメンバーでもあった。当時の芸名はマイク谷。
2003年、第16回ジュノン・スーパーボーイ・コンテストでグランプリを受賞。これを機に現在の芸名に改名。
水（味がないから）とお茶（喉を通りにくいから）が苦手。
現在はアメリカ在住で、俳優としての活動状況は不明である。

## 出演作品

### 映画
- 日野日出志のザ・ホラー怪奇劇場 第二夜 オカルト探偵団 死人形の墓場（2004年 牧原大介役）
- BOYSLOVE 劇場版 （2007年 花園陸 役）
- ケータイ連続ドラマ 『恋する血液型』

### ドラマ
- 銀座高級クラブママ青山みゆき3（テレビ東京）

### CM
- キットカット（2002年）
- コカ・コーラ（2004年）

### 舞台
- ミュージカル DEAR BOYS（2007年、森山淳司 役）
- Swing
- イタズラなKiss〜恋の見方の学園伝説（2008年、シアターサンモール）
- ミュージカル 緋色の欠片 〜運命の守護者〜（2008年 - 2009年、狗谷遼 役）

### 携帯サイト
- 発掘イケメン大好き！（2008年）